# Environmentální geologie
Environmentální geologie je věda zabývající se geologickými podmínkami existence a rozvoje lidské společnosti a jejích zpětných vlivech na geologické prostředí. Patří mezi aplikované geologické vědy. Má interdisciplinální postavení na rozhraní několika geologických oborů jako je inženýrská a ložisková geologie, ale také environmentalistiky. Souvisí také podstatnou měrou s dalšími přírodními, technickými a socioekonomickými vědami. Jejím úkolem je podílet se na péči o racionální využívání geologického prostředí v souladu s koncepcí udržitelného rozvoje. Environmentální geologický pohled by měl být důležitý při posuzování využívání geopotenciálů a prevenci geobariér.